# Ptychoptera pallidicostalis
Ptychoptera pallidicostalis är en tvåvingeart som beskrevs av Nakamura och Saigusa 2009. Ptychoptera pallidicostalis ingår i släktet Ptychoptera och familjen glansmyggor. Inga underarter finns listade i Catalogue of Life.